# Postępowanie karne
Postępowanie karne (proces karny) – zespół norm prawnych regulujących czynności procesowe zmierzające do realizacji prawa karnego materialnego. Jego głównym celem jest ustalenie, czy zaistniał czyn zabroniony mający postać przestępstwa, a następnie wykrycie jego sprawcy i pociągnięcie go do odpowiedzialności karnej.
Normy postępowania karnego określają prawa i obowiązki organów procesowych (sądu, prokuratora w postępowaniu przygotowawczym), stron i innych uczestników tego postępowania oraz warunki i formy ich działania, które muszą mieć określoną formę zawierającą się w ramach określanych przez ustawę.
Pewna część literatury prawniczej traktuje pojęcia proces karny i postępowanie karne synonimicznie, inna wyraźnie rozdziela te określenia, przyjmując, że proces jest pojęciem szerszym, zaś postępowanie określa krótsze odcinki przebiegu procesu bądź jego szczególne odmiany.

## Postępowanie karne w Polsce

### Źródła prawa
Postępowanie karne regulują:
- kodeks postępowania karnego wraz z przepisami wprowadzającymi
- Konstytucja RP – zawarte są tu podstawowe zasady procesowe, takie jak: prawo do obrony (art. 42 ust. 2); domniemanie niewinności (art. 42 ust. 3), jawność procesu (art. 45), dwuinstancyjność postępowania sądowego (art. 176 ust. 1)
- ratyfikowane umowy międzynarodowe
- przepisy ustrojowe określające organizację sądów, prokuratury, adwokatury, radców prawnych, organów ścigania
- przepisy kodeksu postępowania cywilnego w zakresie określonym przez kodeks postępowania karnego (art. 89, 107 § 2, 292 § 1 i 558 k.p.k.)
- akty wykonawcze (rozporządzenia wydane na podstawie delegacji zamieszczonych w kodeksie postępowania karnego).

Ponadto przepisy kodeksu postępowania karnego stosuje się także: 
- w postępowaniu w sprawach o przestępstwa skarbowe i wykroczenia skarbowe
- w postępowaniu w sprawach o wykroczenia (w postępowaniu tym przepisy kodeksu postępowania karnego stosuje się tylko wtedy, gdy przepisy kodeksu postępowania w sprawach o wykroczenia tak stanowią)
- w postępowaniu w sprawach nieletnich
- w postępowaniu przed Trybunałem Stanu
- w postępowaniu lustracyjnym
- w postępowaniu cywilnym, na podstawie art. 163 § 2 k.p.c., w razie zarządzenia przymusowego sprowadzania lub aresztowania
- odpowiednio w postępowaniach dyscyplinarnych.

### Naczelne zasady w postępowaniu karnym
- zasada prawdy materialnej (obiektywnej) – zgodnie z nią wszelkie rozstrzygnięcia organów procesowych powinny być oparte na prawdziwych ustaleniach faktycznych;
- zasada swobodnej oceny dowodów - organy postępowania kształtują swe przekonanie na podstawie wszystkich przeprowadzonych dowodów, ocenianych swobodnie z uwzględnieniem zasad prawidłowego rozumowania oraz wskazań wiedzy i doświadczenia życiowego (art. 7 KPK);
- zasada obiektywizmu - organy prowadzące postępowanie karne są obowiązane badać oraz uwzględniać okoliczności przemawiające zarówno na korzyść, jak i na niekorzyść oskarżonego (art. 4 KPK);
- zasada bezpośredniości - dyrektywa, według której organ powinien osobiście zetknąć się ze środkiem i źródłem dowodowym, a podstawą jego ustaleń powinien być przede wszystkim dowód pierwotny;
- zasada skargowości – postępowanie wszczynane jest na żądanie uprawnionego oskarżyciela;
- zasada kontradyktoryjności - kontradyktoryjność w ogólności dotyczy postępowania sądowego, w którym biorą udział przeciwne strony o, w miarę możliwości, równych uprawnieniach, reforma procedury karnej z 2015 r. realizowała najpełniej dotąd model kontradyktoryjny, obowiązywała jednak niecały rok, bo kolejna reforma z 2016 r. przywróciła proces do modelu mieszanego o cechach inkwizycyjności;
- zasada legalizmu - organ powołany do ścigania przestępstw jest obowiązany do wszczęcia i przeprowadzenia postępowania przygotowawczego, a oskarżyciel publiczny także do wniesienia i popierania oskarżenia - o czyn ścigany z urzędu (art. 10 § 1 KPK);
- zasada oportunizmu - zasada przeciwna do zasady legalizmu, jest ogólnie określona w art. 10 § 2 KPK, przykładem zasady oportunizmu jest umorzenie absorpcyjne;
- zasada domniemania niewinności – oskarżonego uważa się za niewinnego, dopóki jego wina nie zostanie udowodniona i stwierdzona prawomocnym wyrokiem;
- zasada jawności – sentencja wyroku, oraz, co do zasady, rozprawa, są jawne;
- zasada in dubio pro reo – wszelkie niedające się usunąć wątpliwości należy rozstrzygać na korzyść oskarżonego (art. 5 KPK);
- zasada prawa do obrony - oskarżony ma prawo bronić się sam i korzystać z pomocy obrońcy;
- zasada szybkości postępowania - rozstrzygnięcie sprawy powinno nastąpić w rozsądnym terminie (art. 2 § 1 pkt 4 KPK).

### Cele procesu karnego
Celami procesu karnego są:
- osiągnięcie stanu sprawiedliwości prawnomaterialnej (cel ten sprowadza się do subsumpcji czynu)
- osiągnięciu stanu sprawiedliwości proceduralnej.

### Rodzaje procesu karnego
Według kryterium rodzaju odpowiedzialności prawnej proces dzieli się na:
- proces zasadniczy, zajmujący się kwestią odpowiedzialności karnej;
- akcję cywilną, zajmujący się problemem odpowiedzialności cywilnej oskarżonego[4].

Wyróżnia się:
- proces karny powszechny, toczący się przed sądami powszechnymi;
- proces karny specjalny, toczący się przed sądami wojskowymi lub Trybunałem Stanu.

Ze względu na tryb ścigania, wyróżnia się:
- postępowanie z oskarżenia publicznego:
  - bezwarunkowe,
  - warunkowe - zależne od wniosku pokrzywdzonego lub za zezwoleniem właściwego organu;
- postępowanie z oskarżenia prywatnego.

Ze względu na osobę oskarżonego, wyróżnia się:
- postępowanie w sprawach osób pełnoletnich;
- postępowanie w sprawach nieletnich;
- postępowanie w sprawach osób wojskowych.

Ze względu na przebieg (tryb) procesu, wyróżnia się:
- postępowanie karne zwyczajne;
- postępowanie karne szczególne, które dzieli się ze względu na:
  - obowiązek prowadzenia procesu w danym trybie, na 
    - obligatoryjne,
    - fakultatywne;

  - znaczenie sprawy (rationae materiae), na:
    - tryby w sprawach wielkiej wagi (obecnie brak),
    - tryby w sprawach drobnych (np. postępowanie nakazowe);

  - status oskarżonego (rationae personae), na:
    - tryb poprawczy w sprawach nieletnich,
    - tryb w stosunku do osób wojskowych;

  - organ orzekający, na:
    - tryb przed sądem powszechnym,
    - tryb przed sądem szczególnym;

  - akt ustawodawczy, na podstawie którego dany tryb istnieje, na:
    - tryby znajdujące się w kodeksie postępowania karnego,
    - tryby znajdujące się w ustawach szczególnych;

  - stosunek do formalizmu procesowego, na:
    - ekwiwalentne, sformalizowane tak jak tryb zwyczajny, np. postępowanie karne skarbowe zwyczajne,
    - wzbogacone, sformalizowane bardziej niż tryb zwyczajny, obecnie brak,
    - zredukowane, sformalizowane mniej niż tryb zwyczajny.

Do kategorii trybów szczególnych zredukowanych zalicza się:
- postępowanie uproszczone (do 2016, art. 468–484 k.p.k.)
- postępowanie w sprawach z oskarżenia prywatnego (art. 485–499 k.p.k.)
- postępowanie nakazowe (art. 500–507 k.p.k.)
- postępowanie przyspieszone (tzw. sądy 24-godzinne).

Oprócz postępowania głównego można wyróżnić takie postępowania jak:
- postępowanie zabezpieczające (np. zabezpieczenie majątkowe)
- postępowanie w przedmiocie odtworzenia akt w razie ich zniszczenia lub zagubienia
- postępowanie ekstradycyjne o wydanie sprawcy przestępstwa przebywającego za granicą
- postępowanie o odszkodowanie za niesłuszne skazanie i oczywiście niesłuszne tymczasowe aresztowanie
- postępowanie w kwestii odpowiedzialności cywilnej w postaci procesu adhezyjnego (powództwo cywilne) lub zasądzenie odszkodowania z urzędu
- postępowanie incydentalne (tzw. wpadkowe), które powstają w ramach procesu zasadniczego, a których przedmiotem są sprawy uboczne (nie dotyczące istoty sprawy).

### Funkcje norm procedury karnej
W literaturze wyróżnia się cztery funkcje norm procedury karnej:
- prakseologiczną (instrumentalną)
- gwarancyjną (celem jest ochrona podstawowych wartości nadrzędnych oraz praw jednostki w procesie)
- regulacyjną (porządkującą)
- materialnoprawną (wywiera wpływ na stosowanie prawa karnego materialnego, na przykład przez przepisy o odmowie zeznań).

### Funkcje procesowe
Funkcja procesowa to zasadniczy typ działalności procesowej, która wyznaczana jest przez rolę procesową danego podmiotu procesu. W literaturze wyróżnia się następujące funkcje procesu karnego:
- ścigania - działalność zmierzająca do ustalenia, ujęcia i pociągnięcia do odpowiedzialności karnej sprawcy przestępstwa;
- obrony - działalność stanowiąca reakcję na ściganie;
- rozstrzygania - działalność polegająca na rozpoznaniu sprawy i rozstrzygnięcia o jej przedmiocie, czyli kwestii odpowiedzialności karnej.

### Przedmiot procesu
Przedmiot procesu karnego budził dawniej dyskusję w literaturze prawniczej. Obecnie polska literatura stoi na gruncie teorii odpowiedzialności, która przyjmuje, że przedmiotem procesu jest odpowiedzialność karna (czasami też cywilna) oskarżonego za zarzucone mu przestępstwo.

### Działy procesu karnego
Proces karny dzieli się na proces karny powszechny, toczący się przed sądami powszechnymi, i proces karny specjalny, toczący się przed sądami szczególnymi (specjalnymi), np. proces karny przed Trybunałem Stanu. Czasami jako przykład procesu karnego specjalnego podaje się postępowanie przed sądami wojskowymi, co jest tematem dyskusji w literaturze.